# لي بولوك
لي بولوك (بالإنجليزية: Lee Bullock)‏ (22 مايو 1981 في المملكة المتحدة - ) هو لاعب كرة قدم بريطاني في مركز الوسط. لعب مع برادفورد سيتي وستوكبورت كونتي وكارديف سيتي ونادي بوري ونادي هارتلبول يونايتد ونادي يورك سيتي وويتبي تاون ‏ ونادي غيتزهد ونادي مانسفيلد تاون.

## وصلات خارجية
- لي بولوك على موقع قاعدة بيانات كرة القدم.إي يو (الإنجليزية)
- لي بولوك على موقع Soccerbase.com (لاعب) (الإنجليزية)
- لي بولوك على موقع Soccerway.com (الإنجليزية)